# Strumigenys rehi
Strumigenys rehi (лат.) — вид мелких муравьёв рода Strumigenys из подсемейства Myrmicinae. Новый Свет.

## Распространение
Неотропика: Бразилия, Колумбия.

## Описание
Мелкие скрытные муравьи (длина около 4 мм; от 3,3 до 3,7 мм) с сердцевидной головой, расширенной кзади. Скапус усика длинный. Голова и промезонотум без отстоящих волосков. Проподеум c короткими зубцами. Апикальная вилка жвал из 3 зубцов: апикодорзальный, апиковентральный и между ними интеркалярный (также есть 2 преапикальных длинных зубчика). Длина головы HL 0,72—0,778мм, ширина головы HW 0,55—0,61 мм, мандибулярный индекс MI 97—100, длина скапуса SL 0,62—0,65 мм.
Включён в видовую группу S. mandibularis-group (триба Dacetini), от которых отличается крупными глазами (что предположительно означает древесный образ жизни) и очень длинными мандибулами (индекс MI 97—100).
Основная окраска красновато-коричневая, блестящее брюшко до чёрного. Мандибулы длинные, узкие (с несколькими зубцами). Глаза расположены внутри усиковых желобков-бороздок, вентро-латеральные. Нижнечелюстные щупики 1-члениковые, нижнегубные щупики состоят из 1 сегмента (формула 1,1). Стебелёк между грудкой и брюшком состоит из двух члеников: петиолюса и постпетиолюса (последний четко отделен от брюшка), жало развито, куколки голые (без кокона). Специализированные охотники на коллембол. Вид был впервые описан в 1907 году швейцарским мирмекологом Огюстом Форелем (Forel A., 1848—1931) по типовым экземплярам, собранным в Бразилии, а его валидный статус подтверждён в ходе ревизии британским мирмекологом Барри Болтоном.
Обнаружен на орхидеях, выращенных Гамбурге (Германия), что согласуется с крупными глазами и подтверждает предположение о арбореальном образе жизни.